# Maria Anna Carolina del Palatinato-Neuburg
Maria Anna Carolina del Palatinato-Neuburg (Zákupy, 30 gennaio 1693 – Ahaus, 12 settembre 1751) era figlia del conte palatino Filippo Guglielmo Augusto del Palatinato e della duchessa Anna Maria Francesca di Sassonia-Lauenburg. In quanto moglie di Ferdinando Maria Innocenzo di Baviera, fu duchessa di Baviera.

## Biografia

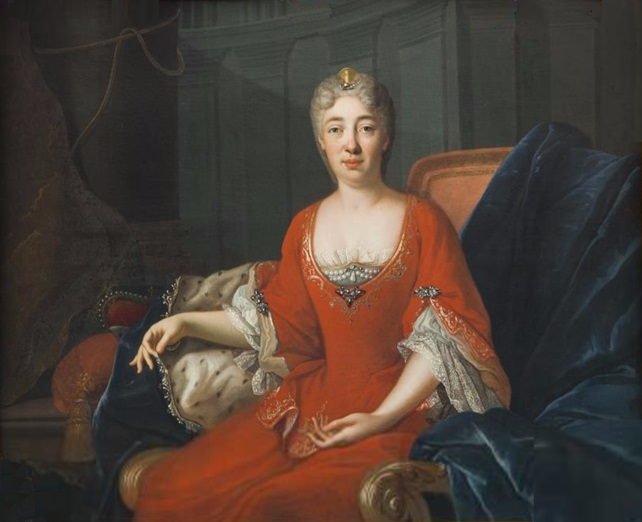
Joseph Vivien, ritratto di Maria Anna Carolina del Palatinato-Neuburg, 1723-1725 circa

### Infanzia
Maria Anna Carolina era la seconda figlia femmina di Filippo Guglielmo Augusto del Palatinato e di Anna Maria Francesca di Sassonia-Lauenburg.
Era ancora una bambina quando suo padre e sua sorella maggiore, Leopoldina, morirono nel giro di un mese l'uno dall'altro nel 1693. Sua madre, Anna Maria Francesca, si risposò, il 2 luglio 1697 a Düsseldorf con il principe di Toscana Gian Gastone de' Medici. Piuttosto che dimorare nella capitale del granducato, Firenze, la coppia inizialmente prese residenza nel dominio boemo della sposa, il castello di Ploskovice. In meno di un anno Gian Gastone lasciò la moglie per Praga, per poi ritornare definitivamente a Firenze nel 1708.
In questo periodo Maria Anna Carolina visse accanto alla madre, la quale fu molto presente nella crescita della principessa, le fece imparare il francese e lo spagnolo, e Maria Anna Carolina li parlava bene.

### Matrimonio

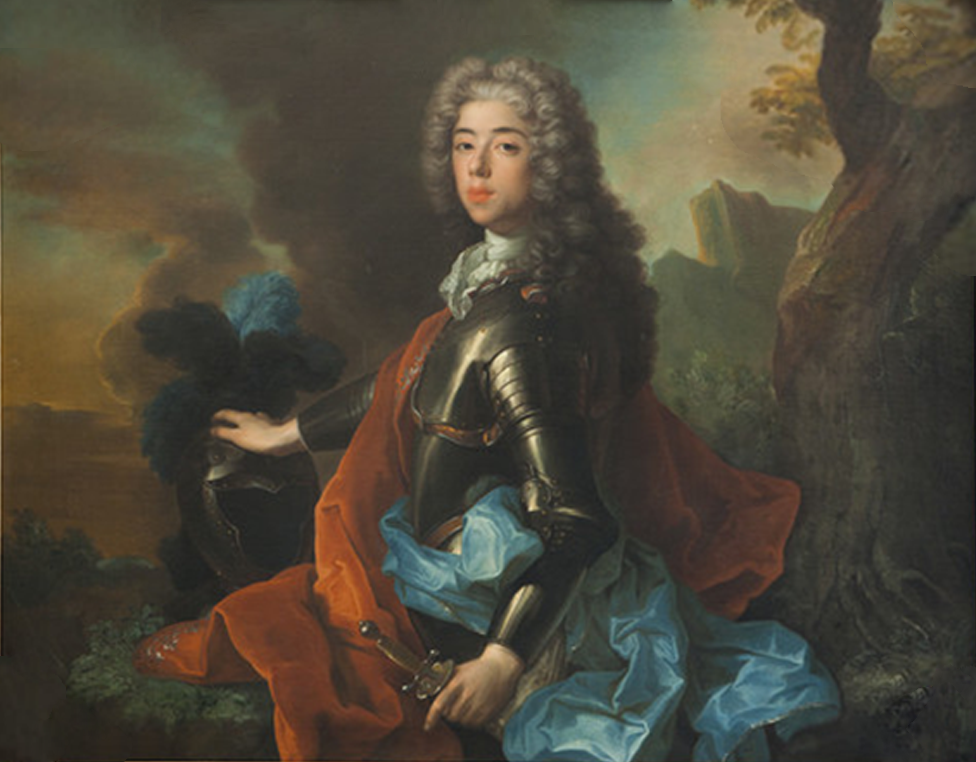
Il duca Ferdinando Maria Innocenzo di Baviera, marito di Maria Anna Carolina.

Dopo diverse trattative Maria Anna Carolina sposò il duca Ferdinando Maria Innocenzo di Baviera, il 5 febbraio 1719 a Reichstädt, in Boemia. Nel 1723 il patrigno di Maria Anna Carolina divenne granduca di Toscana, succedendo al padre, e sua madre divenne la nuova granduchessa di Toscana, anche se non mise mai piede nel regno di suo marito.
Dopo una malattia il marito di Maria Anna Carolina morì nel 1738, lasciandola vedova.

### Morte
Maria Anna Carolina morì a Ahaus nel 1751 all'età di 58 anni.

## Discendenza
Maria Anna Carolina e il marito ebbero tre figli:
1. Massimiliano Francesco Giuseppe  (1720-1738), duca di Baviera;
2. Clemente Francesco di Paola  (1722-1770), duca di Baviera ed erede presuntivo al trono di Baviera dal 1745 al 1770, sposò Maria Anna del Palatinato-Sulzbach, da cui ebbe cinque figli, tutti morti in fasce;
3. Teresa Emanuela (1723-1743), duchessa di Baviera.

## Ascendenza
|                                                     |                                             |                                              | Genitori                                      |  |  | Nonni |  |  | Bisnonni                                    |  |  | Trisnonni                                            |  |
|                                                     |                                             |                                              |                                               |  |  |       |  |  | Wolfgang Wilhelm, conte palatino di Neuburg |  |  | Philipp Ludwig, conte palatino di Neuburg e Sulzbach |  |
|                                                     |                                             |                                              |                                               |  |  |       |  |  | Wolfgang Wilhelm, conte palatino di Neuburg |  |  | Philipp Ludwig, conte palatino di Neuburg e Sulzbach |  |
|                                                     |                                             | Anna von Jülich-Kleve-Berg                   |                                               |  |  |       |  |  | Wolfgang Wilhelm, conte palatino di Neuburg |  |  |                                                      |  |
| Philipp Wilhelm, elettore e conte palatino del Reno |                                             |                                              |                                               |  |  |       |  |  | Wolfgang Wilhelm, conte palatino di Neuburg |  |  |                                                      |  |
|                                                     |                                             | Magdalene von Bayern                         | Wilhelm V, duca di Baviera                    |  |  |       |  |  |                                             |  |  |                                                      |  |
|                                                     |                                             | Magdalene von Bayern                         | Wilhelm V, duca di Baviera                    |  |  |       |  |  |                                             |  |  |                                                      |  |
|                                                     |                                             | Magdalene von Bayern                         | Renée de Lorraine                             |  |  |       |  |  |                                             |  |  |                                                      |  |
| Philipp Wilhelm August, conte palatino di Neuburg   |                                             | Magdalene von Bayern                         |                                               |  |  |       |  |  |                                             |  |  |                                                      |  |
|                                                     |                                             | Georg II, langravio d'Assia-Darmstadt        | Ludwig V, langravio d'Assia-Darmstadt         |  |  |       |  |  |                                             |  |  |                                                      |  |
|                                                     |                                             | Georg II, langravio d'Assia-Darmstadt        | Ludwig V, langravio d'Assia-Darmstadt         |  |  |       |  |  |                                             |  |  |                                                      |  |
|                                                     |                                             | Georg II, langravio d'Assia-Darmstadt        | Magdalena von Brandenburg                     |  |  |       |  |  |                                             |  |  |                                                      |  |
| Elisabeth Amalie von Hessen-Darmstadt               |                                             | Georg II, langravio d'Assia-Darmstadt        |                                               |  |  |       |  |  |                                             |  |  |                                                      |  |
|                                                     |                                             | Sophie Eleonore von Sachsen                  | Johann Georg I, principe elettore di Sassonia |  |  |       |  |  |                                             |  |  |                                                      |  |
|                                                     |                                             | Sophie Eleonore von Sachsen                  | Johann Georg I, principe elettore di Sassonia |  |  |       |  |  |                                             |  |  |                                                      |  |
|                                                     |                                             | Sophie Eleonore von Sachsen                  | Magdalena Sibylle von Preußen                 |  |  |       |  |  |                                             |  |  |                                                      |  |
| Maria Anna Carolina del Palatinato-Neuburg          |                                             | Sophie Eleonore von Sachsen                  |                                               |  |  |       |  |  |                                             |  |  |                                                      |  |
|                                                     | Julius Heinrich, duca di Sassonia-Lauenburg | Franz II, duca di Sassonia-Lauenburg         |                                               |  |  |       |  |  |                                             |  |  |                                                      |  |
|                                                     | Julius Heinrich, duca di Sassonia-Lauenburg | Franz II, duca di Sassonia-Lauenburg         |                                               |  |  |       |  |  |                                             |  |  |                                                      |  |
|                                                     | Julius Heinrich, duca di Sassonia-Lauenburg | Maria von Braunschweig-Wolfenbüttel          |                                               |  |  |       |  |  |                                             |  |  |                                                      |  |
| Julius Franz, duca di Sassonia-Lauenburg            | Julius Heinrich, duca di Sassonia-Lauenburg |                                              |                                               |  |  |       |  |  |                                             |  |  |                                                      |  |
|                                                     |                                             | Anna Magdalene von Lobkowicz                 | Wilhelm, barone di Lobkowicz                  |  |  |       |  |  |                                             |  |  |                                                      |  |
|                                                     |                                             | Anna Magdalene von Lobkowicz                 | Wilhelm, barone di Lobkowicz                  |  |  |       |  |  |                                             |  |  |                                                      |  |
|                                                     |                                             | Anna Magdalene von Lobkowicz                 | Katerina Benigna Popel                        |  |  |       |  |  |                                             |  |  |                                                      |  |
| Anna Maria Franziska von Sachsen-Lauenburg          |                                             | Anna Magdalene von Lobkowicz                 |                                               |  |  |       |  |  |                                             |  |  |                                                      |  |
|                                                     |                                             | Christian August, conte palatino di Sulzbach | August, conte palatino di Sulzbach            |  |  |       |  |  |                                             |  |  |                                                      |  |
|                                                     |                                             | Christian August, conte palatino di Sulzbach | August, conte palatino di Sulzbach            |  |  |       |  |  |                                             |  |  |                                                      |  |
|                                                     |                                             | Christian August, conte palatino di Sulzbach | Hedwig von Schleswig-Holstein-Gottorf         |  |  |       |  |  |                                             |  |  |                                                      |  |
| Hedwig von Pfalz-Sulzbach                           |                                             | Christian August, conte palatino di Sulzbach |                                               |  |  |       |  |  |                                             |  |  |                                                      |  |
|                                                     |                                             | Amalie von Nassau-Siegen                     | Johann VII, conte di Nassau-Siegen            |  |  |       |  |  |                                             |  |  |                                                      |  |
|                                                     |                                             | Amalie von Nassau-Siegen                     | Johann VII, conte di Nassau-Siegen            |  |  |       |  |  |                                             |  |  |                                                      |  |
|                                                     |                                             | Amalie von Nassau-Siegen                     | Margarethe von Schleswig-Holstein-Sonderburg  |  |  |       |  |  |                                             |  |  |                                                      |  |
|                                                     |                                             | Amalie von Nassau-Siegen                     |                                               |  |  |       |  |  |                                             |  |  |                                                      |  |